# Pentadiplandra brazzeana
Espèce
Classification APG III (2009)
Pentadiplandra brazzeana est une espèce d'arbustes grimpants originaires d’Afrique centrale. On la rencontre depuis le Nigeria jusqu'à l'est vers la République centrafricaine, et au sud vers la République démocratique du Congo et l'Angola. 
Elle est nommée « oubli » dans la langue vernaculaire locale du Gabon, parce que, dit-on, l’enfant qui en mange le fruit en oublie de revenir au village vers sa mère.
Le fruit, une baie à la saveur extrêmement sucré, fait partie des habitudes alimentaire des singes du Gabon et est connu et consommé par les populations locales. Bien que le fruit soit utilisé comme du sucre il ne contient pas de sucre. Le goût sucré est dû à la présence de deux protéines sucrantes agissant à très faible dose comme les édulcorants intenses : la pentadine et la brazzéine.